# Lårkvalster
Lårkvalster (Actinotrichida eller Acariformes) är en av två överordningar av underklassen kvalster. Det svenska namnet anspelar på att låret är benets första fria led. Höftleden är fast integrerad på buksidan. Det finns över 30 000 arter av lårkvalster. 
Lårkvalster delas in i två ordningar (enligt Krantz och Walter 2009); 
Trombidiformes
Sphaerolichida
Prostigmata
Sarcoptiformes
Endeostigmata
Oribatida "Hornkvalster" (inklusive Astigmatina/Astigmata)